# Цзиньчуань
Цзиньчуа́нь (кит. упр. 金川, пиньинь Jīnchuān) — район городского подчинения городского округа Цзиньчан провинции Ганьсу (КНР). Название района происходит от реки Цзиньчуаньхэ.

## История
В 1962 году в ущелье, по которому протекает река Цзиньчуаньхэ, началась добыча никеля, и в этих местах возник посёлок Цзиньчуань (金川镇).
В 1982 году из посёлка Цзиньчуань и прилегающих территорий уезда Юнчан был образован город Цзиньчан, подчинённый напрямую правительству провинции Ганьсу. В том же году уезд Юньчан был передан под юрисдикцию городских властей, а в 1984 году изначальная городская территория была преобразована в район Цзиньчуань.

## Административное деление
Район делится на 6 уличных комитетов и 2 посёлка.

## Экономика
В Цзиньчуане расположены медно-никелевые рудники, обогатительная фабрика и завод по выплавке никеля компании Jinchuan Group.